# Жуан II
Жуан II Совершенный (порт. João II o Príncipe Perfeito; 3 мая (по другим данным 3 марта) 1455, Замок Святого Георгия, Лиссабон, Португалия — 25 октября 1495, Алвор, Портиман, Португалия) — дважды король Португалии (11 ноября—15 ноября 1477 и 28 августа 1481 — 25 октября 1495). Происходит из Ависской династии, сын Афонсу V и Изабеллы Португальской, герцогини де Коимбра (1432—1455).
Жуан II правил в 1477 году, но меньше, чем через год он вернул королевство своему отцу Афонсу V; вторично занимал трон в 1481 — 1495 годы. После смерти Жуана II, единственный сын которого Афонсу умер раньше него, престол унаследовал его двоюродный брат Мануэл I.

## Характер
Жуан был невысок, но могуч, и отличался большой физической силой, блистал рыцарским искусством на всех турнирах. Он любил пышность и великолепие, был горд и властолюбив, мечтал о расширении государства и увеличении королевских доходов. Он был деятельным государем и хорошим полководцем, покровительствовал наукам, искусству, а особенно большое внимание уделял развитию мореплавания.

## Ранняя жизнь
Жуан родился в Пасо-дас-Алькасас, в замке Сан-ЖорЖе. Он был сыном короля Португалии Афонсу V и принцессы Португалии Изабеллы Коимбры. Жуан II сменил отца после его отречения в 1477 году. Вскоре Афонсу V вернулся, и Жуан вернул ему власть. Вторично он стал королём после смерти Афонсу V в 1481 году. Будучи принцем, Жуан сопровождал своего отца в походах в Африке и был посвящён в рыцари в Сетубале. Он женился на Леоноре де Визеу, принцессе Португалии, и его двоюродной сестре, дочери Фернандо. Плод этого союза — рождённый в 1475 году младенец Афонсу.

## Правление
Ещё при жизни отца Жуан управлял государством. При нём королевская власть значительно окрепла. Его отец потакал вельможам и сделал их весьма независимыми, раздав значительную часть королевских земель. Своё правление Жуан начал с учреждения комиссии по пересмотру жалованных грамот, выданных предыдущими королями. Вельможи, и прежде всего герцог Браганский, воспротивились королевскому указу и вступили в переговоры с кастильской королевой, собираясь развязать войну. Жуан пригласил герцога на переговоры в Эвору, где того схватили, а его владения осадили королевские войска. Через 20 дней герцога по обвинению в измене обезглавили.
В 1484 году заговор вельмож, собиравшихся убить короля, был раскрыт. Жуан вызвал во дворец руководителя заговора герцога Визеу (родного брата своей жены) и лично заколол его кинжалом. Других заговорщиков казнили.
Жуан отвоевал у арабов Асилу и Танжер, основал ряд поселений в Гвинее. Активно продолжал дело Энрике Мореплавателя, стремясь отыскать морской путь в Индию, огибающий Африку. Именно в правление Жуана II Диогу Кан достиг устья реки Конго, а позже Бартоломеу Диаш обогнул мыс Доброй Надежды.

## Заговоры
После восхождения на престол монарх предпринял ряд шагов, чтобы отобрать власть у аристократии и сосредоточить её на себе. Сразу начались заговоры, но первоначально король занял позицию простого наблюдателя. Герцог Браганса вёл переписку с католическими королями Испании, в которых были жалобы на своего короля и просьбы о вмешательстве. В 1483 году королю доставили компрометирующую переписку. Герцог Браганса был арестован после разговора с Жуаном II в Эворе. Его судили в течение 22 дней в комнате с 21 судьёй, вельможами и рыцарями в присутствии короля. Голосование, которое началось с речи монарха, заняло два дня и закончилось смертным приговором герцогу. На следующий день, 20 июня 1483 года, Фернандо был публично казнён на площади Эворы. Это событие описано летописцами Гарсия де Резенди и Руи де Пина.
В следующем году герцог Визеу Диого, двоюродный брат и шурин Жуана II (брат королевы Леоноры), и магистр Ордена Христа, разработали план покушения на Жуана в Сетубале. Один из причастных предупредил монарха, который решил изменить маршрут своей поездки, делая план заговорщиков неосуществимым. Затем он вызвал герцога во дворец и лично заколол его. После этого более 80 человек подверглись преследованиям по подозрению в причастности к этому заговору. Некоторые были казнены, убиты без суда (в том числе епископ Эворы Гарсиа де Менесес, отравленный в тюрьме) или сосланы в Кастилию. Летопись гласит, что Жуан II прокомментировал чистку в стране: «Я господин лордов, а не слуга слуг». Убив своего шурина, король отправил двух эмиссаров к матери герцога, с сообщением об инциденте. Он также сообщил брату покойного Мануэлю, что заколол герцога, потому что «тот хотел убить его», «пообещав ему, что если принц Афонсу умрет и у него больше не будет законного сына, то наследником всех его королевств станет Мануэль, кроме того ему будет передано управление Орденом Христа».
После этих событий никто в Португалии не осмелился составлять заговоры против короля, который, не колеблясь, вершил правосудие своими руками. Жуан II теперь мог править страной, и никто не противился этому.

## Семья
В 1471 году Жуан женился на Элеоноре Португальской, герцогине Визеу (1458—1525), дочери герцога Фернанду Визеу. От этого брака родился сын Афонсу (1475—1491). Также от фаворитки Анны де Мендонсы имел внебрачного сына Жорже, герцога Коимбра.
Его единственный наследник принц Афонсу с детства был обещан Изабелле, наследнице Арагона, Леона и Кастилии. Однако молодой принц умер в результате падения с лошади в 1491 году, и в течение всей оставшейся жизни Жуан II безуспешно пытался добиться легитимации своего сына Жорже. В 1494 году, после путешествия Христофора Колумба, от которого он отказался, король Жуан II заключил Тордесильясский договор с католическими королями Испании. Он умер в следующем году, выбрав в качестве преемника герцога Бежи, его двоюродного брата и шурина, который впоследствии вступил на престол как Мануэль I.

## Последние годы
С 1491 года, после несчастной гибели любимого сына и наследника, король вёл уединённый образ жизни, почти не приезжал в столицу и на целые недели запирался в отдалённых замках. Здоровье его ухудшалось. Осенью 1495 года он отправился на лечение к минеральным источникам в Моншики и по дороге умер.

## В культуре
Семья и правление Жуана II изображены во 2-м и 3-м сезонах испанского сериала «Изабелла» (2011), где его играет Альваро Монхе.